# Svenskans språkstruktur
Svenskans språkstruktur skiljer sig på några punkter mycket från andra europeiska språk. Särskilt i de aspekter som beskrivs nedan.

## Stavning
Karaktäristiskt för svenskan är bokstäverna å, ä och ö som bara återfinns i ett fåtal andra språk. I svenskan stämmer stavningen av ett ord ofta bra överens med uttalet. En svensk kan alltså oftast uttala ett nytt ord utifrån skriftformen. Däremot kan det vara svårare att utifrån uttalet veta den korrekta stavningen. Ett exempel är tj-ljudet som kan stavas på flera olika sätt. Till exempel; tjur, kär och chips.
Korta ä-ljud och å-ljud skrivs inte på samma sätt i alla ord, även om det i uttalet låter exakt likadant. Exempel på det är kol, kål; blott, blått; mest, häst.
Man kan sällan utläsa ordmelodin med hjälp av stavningen. I ett ord som förslag kan man betona antingen första eller sista vokalen och få olika betydelser.
En kort betonad vokal åtföljs i många fall av en dubbel konsonant. Ett ord kan få en annan betydelse utan dubbel konsonant. 
Exempelvis mat, matt; mata, matta. Dock finns det vissa undantag där korta vokalljudet inte återföljs av dubbel konsonant.

## Två accenter
Svenskan har två accenter, akut (även kallad accent 1) och grav (accent 2). Det är tonen i ordet som ändras beroende på vilken accent ett ord har. Tonen kan vara stigande (akut)  eller fallande grav). Accent ska inte förväxlas med betoning. 
Exempel på ord med samma betoning (på första stavelsen), men olika accent är:
Anden (fågeln) har akut accent. Anden (i flaskan) har grav accent. 
Stegen (av fötter) har akut accent. Stegen (som man klättrar på) har grav accent.
Till skillnad från exempelvis danskan där bara bokstaven e förekommer i ändelser kan man i svenskan hitta även a och i vissa fall o. Exempelvis: Blommor, bilar, smalare, röda.
För människor som ska lära sig svenska som vuxna är svenskans y och i något som ofta orsakar problem och blandas ihop i uttalet. Exempelvis mura – myra. En annan sak kan vara att göra skillnad på lång och kort vokal. Ord kan annars få fel betydelse. Exempelvis: byta – bytta, vet – vett. Sj-ljudet är ofta svårt för nybörjare då det är ganska specifikt för just svenskan.

## Böjning
Svenskans böjning på ord är karaktäristiskt för alla nordiska språk men skiljer sig från exempelvis engelskan. Jämför till exempel svenskans bestämda artikel på huset med engelskans the house där det är ”the” som talar om för oss att det är bestämd form. Liknande skillnad ser vi i jämförelsen läste-s mot engelskans was read.